# Louis Thomas Senneton de Chermont
Pour les articles homonymes, voir Chermont (homonymie).
Louis Thomas de Senneton de Chermont, né le 22 décembre 1727, mort le 18 juillet 1793 à Valenciennes (Nord), est un général de brigade de la Révolution française.

## États de service
Il est titulaire de la croix de Chevalier de Saint-Louis en 1763. Il est nommé colonel du génie le 12 novembre 1770, et il est promu maréchal de camp le 1er janvier 1784.
En 1790, il est affecté à l’armée du Nord, en tant qu’inspecteur des fortifications de la 1re division militaire à Valenciennes. 
Il meurt de la dysenterie le 18 juillet 1793, dans cette ville.

## Sources
- (en) « Generals Who Served in the French Army during the Period 1789 - 1814: Eberle to Exelmans »
- Côte S.H.A.T.: 4 YD 3074
- Léon Hennet, Etat militaire de France pour l’année 1793, Siège de la société, Paris, 1903, p. 13-26-310.